# Dolf Maurer
Dolf Maurer (* 18. September 1961 in Gleisdorf, Österreich als Rudolf Ludwig Maurer) ist ein österreichischer Autor, Werbefilmregisseur, Moderator, Radiogründer und Sprechtrainer. Er ist Gründer und Leiter einer Sprecherschule  und eines Schulungsradios.

## Leben
Dolf Maurer wuchs in Gleisdorf in der Steiermark auf. Als Kind wurde sein musikalisches Talent am Klavier durch den Besuch von diversen Musikschulen und privatem Musikunterricht gefördert. Nach der Matura am lateinisch-griechischen Gymnasium in Gleisdorf 1981 begann Maurer ein Studium der Rechtswissenschaften an der Universität Graz. 1983 wechselte er zum Ingenieurs Kolleg Elektrotechnik und Wirtschaft Graz. Dort schloss er 1985 mit dem Ingenieursdiplom ab. Anschließend arbeitete er als freier Tontechniker in   Tonstudios unter anderem auch im Landesstudio Steiermark des ORF.
Frustriert über das bis dato vorherrschende Radiomonopol des ORF in Österreich, beschloss Maurer 1987 zusammen mit Radiokollegen wie Werner Strohmeier dies zu umgehen und beteiligte sich am Aufbau des deutschsprachigen Radiosenders MM2 im benachbarten Slowenien, den Vorgänger des heutigen Radio SI, wo er auch moderierte. Vom Sender in Phorje aus, das nur 15 km entfernt zur österreichischen Grenze liegt, bot man den Hörern in der Südsteiermark so eine Alternative zum ORF-Programm.
1989 erschien Maurers Fachbuch für Tontechnik „Das Vierspur-Aufnahmestudio: homerecording für Amateure und Profis“ im Franzis Verlag.
Im Jahr 1990 begann Maurer erstmals Ausbildungen für das Radiosprechen anzubieten in seiner „Radio Highschool“. In den folgenden Jahren entschied Maurer, sich im Bereich Werbefilm weiterzubilden und absolvierte eine Ausbildung zum Werbefilmregisseur bei Josef Hadler in Chemnitz. Es folgten einige Werbefilmarbeiten als Regisseur unter anderem mit  Klausjürgen Wussow.
Anfang der 2000er beschloss Maurer seine Tätigkeit als Trainer auszuweiten und gründete 2003 den gemeinnützigen Verein Basic Vocal zur Förderung des Radiosprecher-Nachwuchses und zur Unterstützung praktischen Unterrichts für Medien an Schulen. Als Folge gründete Maurer 2004 versuchsweise den Radiosender NJOY Radio in Leibnitz, der für drei Monate im Rahmen der Steirischen Landesausstellung als Event-Radio auf Sendung ging.
Ab 2005 fungierte Maurer als offizieller Ausbilder für Moderation in der Abteilung Öffentlichkeitsarbeit des österreichischen Bundesheeres.
Um eine Radioausbildung unter echten Bedingungen anbieten zu können, eröffnete Maurer 2007 NJOY Radio in Deutschlandsberg als erstes Ausbildungsradio Österreichs. Hier konnte eine Reichweite von 190.000 Personen erzielt und damit eine Lernatmosphäre unter realen Radiobedingungen erschaffen werden.
2009 gründete Dolf Maurer die SL Multimedia GmbH (Studio Lannach), eine Werbeagentur für neue Medien. Hier realisierte Maurer zusammen mit Gottfried Repolusk zahlreiche Werbefilme für renommierte österreichische Unternehmen. 2015 wurden zwei ihrer Filme für  einen Preis der Wirtschaftskammer Steiermark nominiert. Unter dem Namen „Sprecher Akademie“ bot die SL Multimedia GmbH auch Kurse für Moderation, Sprechtechnik und Radiojournalismus an.
Durch die Zusammenarbeit von Maurer mit der HLW Deutschlandsberg konnte das Schülerprojekt „A Book of Fairy Tales“, ein Online Märchenbuch, 2009 die SPIN Auszeichnung des österreichischen Sprachen-Kompetenz-Zentrums erlangen.
2011 eröffnete Maurer in Zusammenarbeit mit der FH Wien der WKW ein neues Sendestudio von NJOY Radio in Wien. Das Programm gestalten die Studierenden der FH unter Anleitung selbst. NJOY Radio wurde durch die neue Reichweite zum größten Ausbildungsradio Österreichs.
Im Frühling 2012 startete Maurer den Probelauf NJOY Radio auch in der Region Weiz, erhielt aber lediglich eine Konzession für drei Monate.
Um die inzwischen große Nachfrage an Sprechkursen zu bewältigen, gründete Maurer 2013 die SL Multimedia GmbH & Co KG, bekannt als „Sprecher Akademie“, die Sprech- und Moderationskurse im Bereich Synchron, Hörbuch und Radio in Österreich anbietet. 2014 folgte die Gründung der Sprecher Akademie UG in Deutschland.
Auch die tontechnische Ausbildung wollte Maurer weiterhin vorantreiben, so dass er 2016 zusammen mit Daniel Müller die Akademie Media GmbH gründete, die an 16 Standorten im deutschsprachigen Raum Ausbildungen im Bereich Tontechnik, Musik- und Videoproduktion anbietet.

## Schriften
- Rudolf Maurer, Günther Taucher, Gernot Brandtner: Das Vierspur-Aufnahmestudio: homerecording für Amateure und Profis., Franzis Verlag, 1989, ISBN 978-3-7723-5583-7.